# NBA Ballers: Phenom
NBA Ballers: Phenom é um videogame para PlayStation 2 e Xbox. Trata-se de um jogo de basquete a onde você encontra vários astros do RAPP e da própria NBA como por exemplo, Ludaris, 50 Cent, Eminem, LeBron James, Kobe Bryant, Leandrinho, Nenê, Varejão e Hilário entre outros.